# Beyond (1921)
Beyond is een Amerikaanse stomme film uit 1921 onder regie van William Desmond Taylor. De hoofdrollen worden vertolkt door Ethel Clayton, Charles Meredith en Earl Schenck. Het scenario is gebaseerd op het toneelstuk The Lifted Veil van Henry Arthur Jones. De film is wellicht zoekgeraakt.

## Verhaal
Op haar sterfbed smeekt de moeder van Avis Langley haar om op haar eigenzinnige tweelingbroer Alec te letten. Vlak voordat Avis met Geoffrey Southerne gaat trouwen, verdwijnt Alec en verschijnt de geest van Mrs. Langley aan Avis om haar aan haar belofte te herinneren.
Avis krijgt een bericht van Samuel Ackroyd uit Nieuw-Zeeland met de boodschap dat Alec, die verloofd is met zijn dochter, verdwenen is. Avis reist naar Nieuw-Zeeland, vindt Alec, overtuigt hem om orde op zaken te stellen en met Bessie te trouwen en vaart dan terug naar huis.
Onderweg vergaat de stoomboot en Avis spoelt als enige overlevende aan op een klein eiland. Geoffrey, die denkt dat ze dood is, trouwt met Viva Newmarch, van wie hij niet houdt. Na een jaar keert Avis terug en komt de geest van haar moeder haar troosten. Ze weigert echter te onthullen dat ze nog leeft, totdat de onverwachte dood van Viva een hereniging met Geoffrey mogelijk maakt.

## Rolverdeling
| Acteur              | Personage          |
| ------------------- | ------------------ |
| Ethel Clayton       | Avis Langley       |
| Charles Meredith    | Geoffrey Southerne |
| Earl Schenck        | Alec Langley       |
| Fontaine La Rue     | Mrs. Langley       |
| Winifred Kingston   | Viva Newmarch      |
| Lillian Rich        | Bessie Ackroyd     |
| Charles K. French   | Samuel Ackroyd     |
| Spottiswoode Aitken | Rufus Southerne    |
| Herbert Fortier     | Dr. Newmarch       |